# 홀거 히로니무스
홀거 히로니무스(독일어: Holger Hieronymus, 1959년 2월 22일, 함부르크 ~)는 독일의 전직 프로 축구 선수로, 현역 시절 수비수로 활약했다.

## 경력
함부르크 출신인 히로니무스는 함부르크 체육스포츠단에서 6세때 축구를 시작해 최후방 수비수로 두각을 나타내던 그는 함부르크의 귄터 네처 단장의 눈에 띄어 지역 경쟁 구단인 장크트 파울리로부터 75,000 DM에 함부르크의 1979년 분데스리가 우승 직후 영입했다. 그 다음 시즌, 기술적으로 두각을 나타내는 히로니무스는 신고식을 치르고, 1980년 5월 28일에 산티아고 베르나베우에서 열린 노팅엄 포리스트와의 유러피언컵 결승전에 출전했지만, 준우승에 머물렀다. 1980년과 1981년에 준우승으로 함부르크의 분데스리가 우승을 놓친 후, 히로니무스는 1982년에 리그를 우승하며 처음으로 주요 대회 우승을 거두었다. 같은 해 여름, 함부르크는 스벤-예란 에릭손의 예테보리를 UEFA컵 결승전에서 2차례 경기 끝에 꺾었다. 1983년에는 분데스리가 2연패를 달성했고, 동시에 아테네에서 열린 유러피언컵 결승전 경기에서 유벤투스를 제압하고 2관왕을 달성했다. 그는 에른스트 하펠 함부르크 감독의 임기에 주전으로 복귀했는데, 이는 1980년 11월에 독일의 전설인 노련한 프란츠 베켄바워 영입 이후로 다시 주전으로 복귀한 것이었다.
그러나, 그는 1984년 3월 31일에 발트호프 만하임과의 분데스리가 경기에서 현역 시절 비극적인 사고를 당했다. 경기 시작 15분 만에 히로니무스는 경력을 강제로 끝내는 부상을 당했다. 십자 인대와 승모 인대가 동시에 파열되었고, 반월판과 무릎 연골도 손상되어 1년 뒤인 1985년에 은퇴했다. 당시, 그는 재활의 희망을 버리고 불과 26세의 나이로 재능 있는 최후방 수비수는 함부르크에서 121번의 경기에 출전(7골 득점)한 끝에 은퇴했다.
서독 국가대표팀에서 홀거 히로니무스는 1981년 9월부터 1982년 10월까지 3번 출전했는데, 3경기 모두 교체로 출전했는데(이 중 1982년 10월 13일에 웸블리에서 열린 잉글랜드와의 경기에서는 5분 만에 부상당한 카를하인츠 푀르슈터와 교체되어 들어갔다) 대체로 후반전에 들어갔다. 그에도 불구하고, 유프 데어발은 그를 1982년 월드컵 최종 명단에 그를 올렸지만, 대회 내내 출전 기회가 없었다.

## 은퇴 후
이른 은퇴 후, 다른 일자리를 찾던 히로니무스는 비만 퇴치를 위한 스포츠 센터를 열었고, 전 동료 디트마어 야콥스와 함께(그도 끔찍한 부상으로 축구화를 벗었다) 부상 재활 센터를 열었다. 사업을 접은 히로니무스는 1997년에 함부르크로 복귀해 "붉은 바지 군단"의 마케팅 부서에서 근무했다. 1998년 6월부터 2002년 8월까지는 구단 단장을 맡았다. 2005년 2월 1일, 그는 분데스리가의 사무국인 "독일 축구 리그 유한회사"(DFL Deutsche Fußball Liga GmbH)의 행정을 맡았다.